# Садовий вар
Садовий вар — легкоплавка, м'яка смолиста речовина, нерозчинна у воді для замазування місця зрізів гілок дерев (у діаметрі від 1 см і більше).

Він надійно й надовго стягує рану, утворюючи захисний шар. Як вар краще не використовувати фарбу, у тому числі олійну.

## Рецепти
- На одну частину тваринного жиру — дві частини воску (парафіну), чотири частини тонко розмеленої каніфолі. Спочатку розплавляють жир, кладуть у нього віск і після того, як він розтане, додають каніфоль. Варять 30—40 хвилин, постійно помішуючи, до повного розплавлювання. Потім уміст виливають у холодну воду й розминають, поки садовий вар не стане м'яким.
- На одну частину оліфи (натуральної) — чотири частини каніфолі, п'ять частин парафіну. Каніфоль сплавляють з оліфою і, добре перемішуючи, вливають у розплавлений парафін. Суміш розливають у невеликі баночки. Перед використанням садовий вар підігрівають.
- Баранячий жир, віск, каніфоль і метиловий спирт у співвідношенні 1:16:4:8. Спочатку розплавляють жир, додають і розплавляють віск, а потім каніфоль. Варять 20—30 хвилин, охолоджують і додають спирт. Такий садовий вар можна застосовувати, не підігріваючи.

Ще одна небезпека для дерев — зимове висушування. На висушування рослини впливають вітри, які вихолощують вологу з гілок протягом зими. Ризик висушування суттєво підвищується, коли зима без снігу, але з морозами. Адже взимку рослини не отримують підживлення, у той час як сухі вітри висушують сади, і відбувається посилене випаровування води з гілок. Після таких жорстоких зим у садових рослин деревина гілок після зрізування має зелений вигляд через брак вологи. Її тканини стають ламкими і бруньки не розпускаються, висушені гілки обпадають, рослина слабшає і часто гине.
І знову-таки, зимове висушування легше попередити, аніж потім усувати його наслідки. Потрібно в кінці осені, але до початку стійких холодів, рясно полити деревця. Можна також установити загородження для затримування снігу на ділянці. У будь-якому випадку навесні дерева потрібно оглянути, ушкоджені висушуванням гілки обрізати до здорової деревини.